# Cantin

Cantin este o comună în departamentul Nord, Franța. În 1 ianuarie 2022 avea o populație de 1.755 de locuitori.